# Теодорос Буласикис
Теодорос Й. Буласикис или Вуласикис (на гръцки: Θεόδωρος Ι. Μπουλασίκης, Βουλασίκης) е гръцки андартски капитан на Гръцката въоръжена пропаганда в Зъхна и района на Кушница.

## Биография
Роден е в 1873 година в източномакедонския град Сяр, тогава в Османската империя, днес в Гърция. Става член на серския силогос „Орфей“. Присъединява се към Гръцката въоръжена пропаганда в Македония в родния си град и от 1905 до 1906 година е заместник на капитан Дукас Дукас.
От 1907 до Младотурската революция в 1908 година е начело на самостоятелна чета в Зъхненско и Кушнишко. След Хуриета влиза тържествено в Сяр с капитан Дукас.
По време на Балканската война заедно с Дукас организира местна гръцка милиция в района на Кушница.
Умира в 1937 година. Името му носи улица в Сяр.
- Дукас (седнал), Буласикис, Цувалдзис и Марчов
- Дукас (седнал), Буласикис, Цувалдзис и Марчов
- Посрещане на четата на Дукас и Буласикис в Сяр след Младотурската революция